# Friedrich Christoph Schlosser
Friedrich Christoph Schlosser (ur. 17 listopada 1776 w Jever, zm. 23 września 1861 w Heidelbergu) – niemiecki historyk.

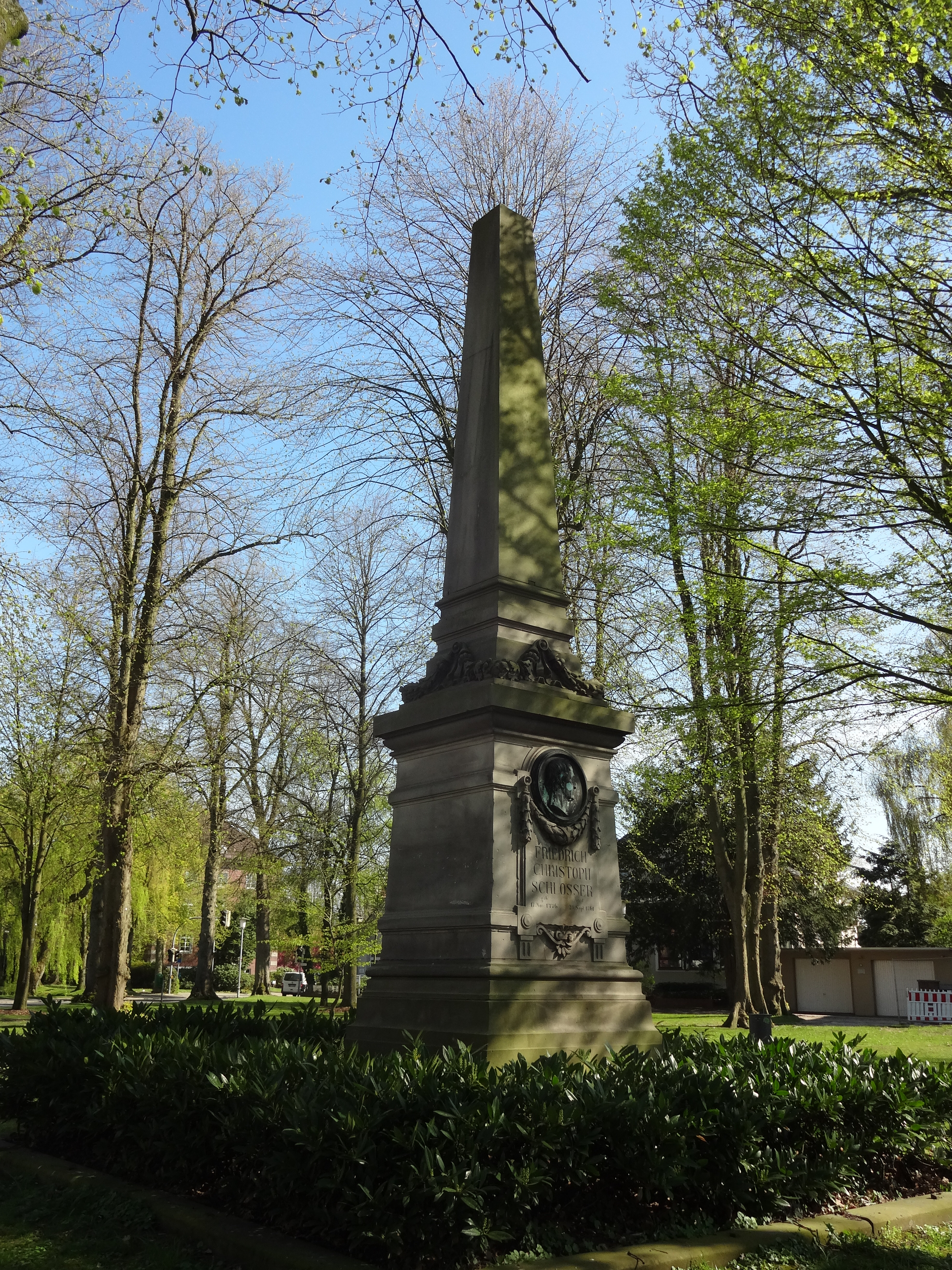
Pomnik w Jever

Był synem Carla Wilhelma Schlossera (1727–1783), prawnika, adwokata w Jever. W latach 1794–1797 studiował teologię w Getyndze. W 1809 uzyskał doktorat w Giessen. W 1819 został profesorem historii na uniwersytecie w Heidelbergu. W latach 1844–57 Schlosser opublikował w 18 tomach Weltgeschichte für das deutsche Volk (Historia świata dla narodu niemieckiego). W 1840 został odznaczony Krzyżem Komandorskim Orderu Lwa Zeryngeńskiego, w 1852 został honorowym obywatelem Heidelbergu, a w  1854 otrzymał Order Maksymiliana. W 1860 odznaczony został Pour le Mérite za Naukę i Sztukę. W 1876 w Jever na Schlossplatz wzniesiono pomnik ku jego pamięci.

## Dzieła
- Leben des Theodor de Beza und des Peter Martyr Vermili, 1809
- Geschichte der bilderstürmenden Kaiser des oströmischen Reiches, 1812
- Geschichte des 18. Jahrhunderts und des 19. bis zum Sturz des französischen Kaiserreichs, 1836-48
- Universalhistorische Übersicht der Geschichte der Alten Welt und ihrer Kultur, 1826-34
- Zur Beurteilung Napoleons und seiner neuesten Tadler und Lobredner, 1832-35
- Weltgeschichte für das deutsche Volk, 1844-57